# Doğanbeyli, Kemah
Doğanbeyli là một xã thuộc huyện Kemah, tỉnh Erzincan, Thổ Nhĩ Kỳ. Dân số thời điểm năm 2010 là 172 người.